# Cleruchus
Cleruchus  (лат.) — род мелких паразитических наездников из семейства Mymaridae. Встречается повсеместно: Европа, Дальний Восток, Неарктика, Неотропика, Северная Африка, Индонезия (Ява), Новая Зеландия. Более 20 видов.

## Описание
Микроскопического размера перепончатокрылые насекомые, длина тела около 0,5 мм. Основная окраска желтовато-коричневая. Жгутик усика самок 6-члениковый (у самцов — 9, 10 или 11, реже 12—13), булава состоит из 1 или 2 сегментов. Лапки 4-члениковые. Мандибулы 2-зубчатые. Петиоль короткий, много короче своей ширины. Биология малоизучена. Среди хозяев, на которых паразитируют эти наездники, отмечены саранчовые (Acrididae, Orthoptera) и жуки: пестряки(Cleridae), долгоносики (Curculionidae), цииды (Ciidae, Coleoptera). Ассоциированы с грибами-трутовиками (Полипоровые) и (Мерулиевые).
Род был впервые выделен в 1909 году британским энтомологом Фредом Иноком (Fred Enock, 1909) на основании типового вида Cleruchus pluteus  Enock, 1909 и ревизован в 2014 году российско-американским гименоптерологом Сергеем Владимировичем Тряпицыным (Entomology Research Museum, Department of Entomology, Калифорнийский университет в Риверсайде, Калифорния, США) в объёме фауны всей Палеарктики
.
- Cleruchus biciliatus  (Ferrière, 1952)[6]
- Cleruchus brevipennis  Ogloblin, 1940[7]
- Cleruchus detritus  Bakkendorf, 1964
- Cleruchus janetscheki  Novicky, 1965[8]
- Cleruchus kivach Triapitsyn, 2014 — Россия (Карелия)[1]
- Cleruchus leptosoma  Debauche, 1948
- Cleruchus longicornis  Ogloblin, 1955[9]
- Cleruchus lutulentus  (Girault 1911)
- Cleruchus megatrichus  Novicky, 1965[8]
- Cleruchus mikhail  Triapitsyn, 2002[2]
- Cleruchus nikaknet Triapitsyn, 2014 — Италия[1]
- Cleruchus petr  Triapitsyn, 2002[2]
- Cleruchus pieloui (Yoshimoto, 1971)
- Cleruchus pluteus  Enock, 1909 typus
  - = Cleruchus bakkendorfi  Debauche, 1948[1]
- Cleruchus puchus  Triapitsyn, 2008
- Cleruchus raignieri  Debauche, 1948
- Cleruchus subterraneus  Viggiani, 1974[10]
- Cleruchus szelenyi  Novicky, 1965
- Cleruchus taktochno Triapitsyn, 2014 — Бельгия[1]
- Cleruchus terebrator  Viggiani, 1970 — Аргентина[11]
  - = Cleruchus europaensis Özdikmen, 2011[1]
- Cleruchus vagatus (Ogloblin, 1959) — Аргентина
- Другие виды

Аргентинские виды Cleruchus terebrator  Viggiani, 1970 и Cleruchus vagatus (Ogloblin, 1959) в 2014 году были перенесены в род Platystethynium Ogloblin, 1946 как Platystethynium terebrator (Ogloblin) и Platystethynium vagatus  (Ogloblin) соответственно. Таксон Cleruchus terebrator Viggiani, 1970, stat. rev. (Швейцария) был снова восстановлен, вместо созданного в 2011 году замещающего названия C. europaensis Özdikmen, 2011.